# Prostomis mandibularis
Prostomis mandibularis es una especie de coleóptero de la familia Prostomidae.

## Distribución geográfica
Habita en Europa.